# Douce France (chanson)
Pour les articles homonymes, voir Douce France.
Clip vidéo
[vidéo] « Charles Trénet - Douce France », sur YouTube
Douce France est une chanson française écrite et interprétée par Charles Trenet en 1943, composée avec Léo Chauliac, et enregistrée en 1947 en single chez Columbia ,, un des grands succès de son répertoire et de la chanson française.

## Histoire
Charles Trenet, surnommé « le fou chantant » âgé de 30 ans, écrit en 1943 durant l'occupation de la France par l'Allemagne pendant la Seconde Guerre mondiale les paroles de cette romance poétique idyllique bien-heureuse et fleur bleue des années 1930, sur le thème de son amour pour la France, accompagné par son pianiste-compositeur Léo Chauliac. Il l'interprète avec succès cette même année sur la scène de music-hall des Folies Bergère de Paris, en tant qu’icône française du « french jazz-zazou parisien » des années 1940 « Douce France, cher pays de mon enfance, berceau de tant d'insouciance, je t'ai gardée dans mon cœur, mon village au clocher aux maisons sages, où les enfants de mon âge, ont partagé mon bonheur, oui, je t'aime, et je te donn' ce poème, oui, je t'aime, dans la joie ou la douleur... ».
Durant la libération en 1944, le morceau est alors considéré comme un hymne à la gloire du Maréchal Pétain et de la France de Vichy car Charles Trenet continuait de se représenter dans les cabarets. Il est alors condamné à plusieurs mois d'inactivité artistique. Le morceau sera rejoué à partir de 1947. Le morceau est repris en 1985 par le groupe Carte de Séjour sous le chant de Rachid Taha,.

## Reprises et adaptations
Elle est reprise entre autres par :
- 1944 : Roland Gerbeau
- 1962 : La Serpe d'or, bande dessinée Astérix, adaptée par Obélix en Douce Gaule
- 1964 : Juliette Gréco (album Les Grandes Chansons de Juliette Gréco)
- 1983 : le groupe punk Les Kambrones.
- 1986 : Rachid Taha et son groupe Carte de séjour[7] (symbole pour une jeunesse métissée et anti-raciste[8], en plein débat au parlement sur le code de la Nationalité française[7],[9])
- 1997 : le groupe Orkest Polytour (album Le Roi des jongleurs[10])
- 2003 : Les Pommes de ma douche (album Y va tomber des cordes !)
- 2011 : Carla Bruni, en version italienne (album Little French Songs)[11]
- 2012 : Guy Marchand (album Chansons de ma jeunesse)
- 2014 : Jean-Jacques Debout (album Sur le chemin du bonheur)
- 2018 : kids united nouvelle génération (album l’hymne à la vie)
- 2021 : le groupe Pomplamoose et John Tegmeyer (album Impossible à prononcer).

## Au cinéma
- 1986 : Douce France, de François Chardeaux

## Quelques références littéraires
Son titre et ses paroles sont peut-être, entre autres, inspirés de :

### La Chanson de Roland
Son titre est peut-être inspiré d'un lieu commun sur la France médiévale apparu vers l'an 1080 dans la Chanson de Roland. Roland mourant regarde l'Espagne, se souvient de ses conquêtes et de sa « dulce France » :
Le comte Roland s'étendit dessous un pin.

Vers l'Espagne, il a tourné son visage.

Bien des choses lui reviennent en mémoire,

Tant de terres que le baron conquit,

La douce France, les hommes de son lignage,

Charlemagne, son seigneur qui l'éleva.

Il ne peut s'empêcher de pleurer et de soupirer.

### Joachim du Bellay
L'expression la plus célèbre de cette nostalgie des exilés a été déclinée en « douceur angevine », aux alentours de 1555 par Joachim du Bellay, dans son sonnet des Regrets commençant par le célèbre hémistiche « Heureux qui comme Ulysse » :
Quand reverrai-je, hélas, de mon petit village

Fumer la cheminée, et en quelle saison
Reverrai-je le clos de ma pauvre maison,

(...)

Plus me plaît le séjour qu'ont bâti mes aïeux,

(...)

Plus mon Loir gaulois, que le Tibre latin,

Plus mon petit Liré, que le mont Palatin,

Et plus que l'air marin la doulceur angevine.
Cette « douceur angevine » fait d'abord référence au climat très tempéré de l'Anjou.

### Paul Verlaine
Il y a également dans les paroles une référence au recueil « Romances sans paroles » de 1874, du poète Paul Verlaine « Je chantais à pleine voix, des romances sans paroles ».